# Ihor Jakubowski
Ihor Kuźmycz Jakubowski, ukr. Ігор Кузьмич Якубовський, ros. Игорь Кузьмич Якубовский, Igor Kuźmicz Jakubowski (ur. 29 stycznia 1960 w Wilnie, Litewska SRR) – ukraiński piłkarz, grający na pozycji pomocnika, a wcześniej napastnika, trener piłkarski.

## Kariera piłkarska
Wychowanek klubu Žalgiris Wilno. Pierwszy trener Romualdas Juška. Studiował na wydziale ekonomicznym Uniwersytetu Wileńskiego. W 1981 rozpoczął karierę piłkarską w Žalgirisie Wilno. W 1982 został zaproszony przez trenera Jewhena Łemeszka do Metalista Charków, gdzie pełnił funkcje kapitana drużyny. Na początku 1986 skierowany do Dynama Kijów służyć w wojsku, ale występował jedynie w drużynie rezerw. Latem 1986 powrócił do Metalista. Latem 1990 przeszedł do Torpeda Zaporoże. Latem 1992 wyjechał do Czechosłowacji, gdzie bronił barw klubów FK České Budějovice i FK Jindřichův Hradec 1910. Po dwóch sezonach powrócił do ojczyzny, gdzie został piłkarzem Tempu Szepetówka. Podczas przerwy zimowej sezonu 1994/95 przeniósł się do Chimika Żytomierz, gdzie zakończył karierę piłkarza w roku 1998.

## Kariera trenerska
Jeszcze będąc piłkarzem rozpoczął pracę szkoleniowca. Od lipca 1997 do kwietnia 1998 oraz w sierpniu 1998 pełnił również funkcje głównego trenera Polissia Żytomierz.

## Sukcesy i odznaczenia

### Sukcesy piłkarskie
Metalist Charków
- zdobywca Pucharu ZSRR: 1988
- finalista Superpucharu ZSRR: 1989

### Odznaczenia
- tytuł Mistrza Sportu ZSRR: 1983